# Фенор, Вольфганг
Вольфганг Хорст Вальтер Фе́нор (нем. Wolfgang Horst Walter Venohr; 15 апреля 1925, Берлин — 26 января 2005, Берлин) — немецкий журналист и писатель.

## Биография
Окончив гимназию, 16-летний Фенор в 1941 году записался добровольцем в «Лейбштандарт СС Адольф Гитлер» войск СС. К концу войны дослужился до звания обер-юнкера. Учился в Свободном университете Берлина и в 1954 году защитил докторскую диссертацию на тему «Оперативное командование генерала Людендорфа в отражении немецкой профессиональной критики». Работал внештатным сотрудником и редактором газеты Nürnberger Nachrichten, руководителем коммерческого отдела рекламных фильмов UFA и главным драматургом Телевизионного общества берлинских ежедневных газет. С 1965 года работал на должности главного редактора телевизионной программы Stern TV, писал сценарии и книги. В 1969—1974 годах получил известность в широких слоях общественности как единственный западногерманский журналист, писавший свои репортажи непосредственно из ГДР. Проживал в Берлине.
Центральное место в творчестве Фенора занимала история Пруссии и заговор против Гитлера. В 1974 году Фенор в сотрудничестве с историком Хайнцем Хёне снял для Stern-TV трёхсерийный документальный фильм о войсках СС, демонстрировавшийся на канале ARD. За эту работу Фенор подвергся резким обвинениям в историческом ревизионизме. О своей службе в войсках СС Фенор поведал в мемуарах «Оборонительное сражение» (нем. Die Abwehrschlacht), изданных в 2002 году.
В 1982 году Фенор издал свою книгу «Объединение Германии несомненно наступит», в котором собрал размышления авторов различного политического толка, от левых до правых. В 1983 году вместе с правозащитником Альфредом де Сайясом выступил автором документальной серии для канала ARD, повествующей о военных преступлениях союзников во Вторую мировую войну. В том же году вышел двухсерийный фильм Фенора и Михаэля Фогта «Почему немцы выбрали Гитлера» и «Почему немцы пошли за Гитлером». В 1989 году Фенор вместе с Гельмутом Дивальдом, Гюнтером Дештнером учредил в Эрлангене издательство Straube-Verlag.
Вольфганг Фенор также является автором таких бестселлеров, как «Прусские портреты» (в соавторстве с Себастьяном Хафнером), «Фридерикус Рекс», «Король-солдат», «Людендорф», «Наполеон в Германии», «Воспоминания о юности», «Оборонительная битва», «Штауффенберг» и многих других специализированных исторических и политических трудов.

## Сочинения
- Der kleine Adlerfeder (Jugendbuch), 1965
- Halb Preußen/Halb Sachsen, 1972
- Aufstand in der Tatra, 1979
- Preußische Profile, 1980
- Dokumente Deutschen Daseins, 1980
- Fritz der König, 1981
- als Herausgeber: Die deutsche Einheit kommt bestimmt. 1982
- Fridericus Rex, 1985
- Stauffenberg. Symbol des Widerstands, 1987
- Фридрих Вильгельм I / Der Soldatenkönig. Revolutionär auf dem Thron, 1988
- Aufstand der Slowaken. Der Freiheitskampf von 1944, 1992
- Patrioten gegen Hitler-Der Weg zum 20. Juli 1944, 1994
- Der große König. Friedrich II. im Siebenjährigen Krieg, 1995
- Erinnerung an eine Jugend 1997
- Die Abwehrschlacht. Erinnerungen, 2002